# Equilibrium
Equilibrium (в переводе с англ. — «равновесие, баланс») — немецкая музыкальная группа, играющая в стиле фолк-метал с элементами симфоник , викинг и эпик метала.

## История
Группа была организована в 2001 году Рене Бертьямом, Сандрой Ван Елдик, Хельге Штангем и Андреасом Фёлклем. Первоначально группа создавалась для одного концерта, но позже решено было продолжить деятельность. 
Первое демо  Demo 2003 («Демо 2003») было выпущено летом 2003 года.
Группа отыграла первые большие выступления на the Summer Breeze 2004 и Wacken 2005 и выпустила альбом Turis Fratyr весной 2005 года. В этом же году музыканты гастролировали с группами Commander и Sycronomica. Группа подписала контракт с Nuclear Blast осенью 2006 года и выпустила свой второй альбом Sagas («Саги») 27 июня 2008 года.
Зимой 2010 года из группы был уволен вокалист Хельге Штанг. После он был заменен новым вокалистом Robse Dahn, с которым был записан  новый альбом Rekreatur , вышедший 18 июня 2010 года.
После выпуска альбома Equilibrium начинает свой европейский тур вместе с группами Swashbuckle и Ensiferum.
В конце марта 2014 г. группа анонсирует выход нового альбома Erdentempel, спустя два дня группу без объяснения причин покидают Andreas Völkl и Sandra Van Eldik. 20 мая 2014 года было объявлено, что Dom R. Crey (гитарист Wolfchant и фронтмен Nothgard) присоединится к группе в качестве нового гитариста, заменив Andi. 7 июня, через день после выпуска Erdentempel, стало известно, что Jen Majura присоединяется к группе в качестве бас-гитариста. В этом составе группа отправляется в тур по Европе, при поддержке Trollfest и Nothgard.
2 ноября 2015 г. на странице группы в Facebook появилась информация, что Jen Majura покинула группу. В августе 2016 года на место басиста пришел Marcus "Makki" Riewaldt. 
12 августа 2016 года вышел следующий альбом группы Armageddon.
В 2019 году состав группы снова изменился. В группу пришли басист Martin "Skar" Berger, и клавишница Skadi Rosehurst.   С новыми участниками был записан и выпущен 23 августа 2019 года альбом Renegades.
В октябре 2022 года группа рассталась со своим вокалистом Robse Dahn. Позже был объявлен конкурс на поиск нового вокалиста. 7 июля 2023 года группа выпустила сингл «Shelter», представив своего нового вокалиста Fabian Getto.
В августе 2024 года по личным причинам группу покинул Martin "Skar" Berger.

## Состав

### Текущий состав
- Rene Berthiaume — гитара (с 2001 г.), клавишные (с 2006 г.), чистый вокал (2014 - 2019);
- Tuval («Hati») Refaeli — ударные (с 2010 г.);
- Dom R. Crey — гитара (с 2014 г.).
- Fabian Getto - вокал (с 2023г. ).

### Бывшие участники
- Robse Dahn — вокал (2010 г. - 2022 г);
- Helge Stang — вокал (2001 г. — 2010 г.);
- Andreas Völkl — гитара (2001 г. — 2014 г.);
- Sandra Van Eldik − бас-гитара (2001 г. — 2014 г.);
- Jen Majura — бас-гитара (2014 г. — 2015 г.);
- Marcus "Makki" Riewaldt — бас-гитара (2016 г. — 2019 г.);
- Michael Heidenreich − клавишные (2002 г. — 2002 г.)
- Conny Kaiser − клавишные (2002 г. — 2003 г.)
- Armin Dörfler − клавишные (2005 г. — 2006 г.);
- Henning Stein − ударные (2001 г. — 2003 г.);
- Julius Koblitzek − ударные (2003 г. — 2005 г.);
- Basti Kriegl — ударные (2005 г.);
- Markus Perschke — ударные (2005 г. — 2006 г.);
- Manuel DiCamillo — ударные (2006 г. — 2010 г.);
- Martin "Skar" Berger — вокал, бас-гитара (2019 — 2024)

## Дискография
Демо
- Demo 2003 (2003)

Студийные альбомы
- Turis Fratyr (2005)
- Sagas (2008)
- Rekreatur (18 июня 2010)
- Erdentempel (2014)
- Armageddon[англ.] (2016)
- Renegades (2019)

Мини-альбомы
- Waldschrein (2013)

### Синглы
- «Die Affeninsel» (2010)
- «Karawane» (2014) «Im Namen der Krähe» feat Erdling (2019)
- «One Folk» (2020)
- "Revolution" (2021)
- "XX" (2021)
- "Shelter" (2023)
- "Gnosis" (2024)